# Gartenträume Sachsen-Anhalt

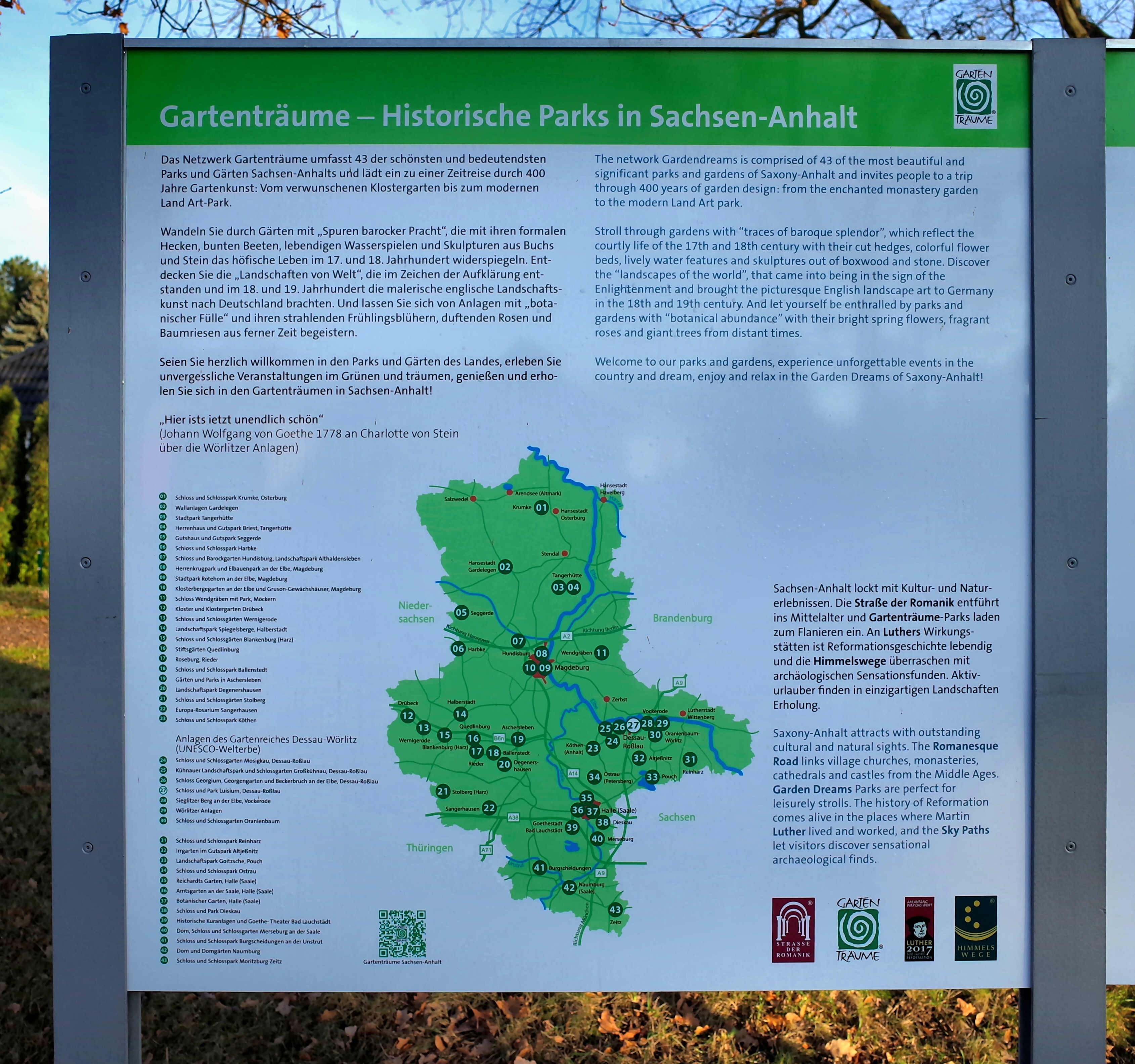
Informationstafel (Stand 2016)

Das Projekt Gartenträume – Historische Parks in Sachsen-Anhalt verfolgt als denkmalpflegerisch-touristisches Netzwerk das Ziel der Wiederentdeckung des gartenkulturellen Erbes in Sachsen-Anhalt.
Die teilweise bereits in Vergessenheit geratenen historischen Parks werden einer breiten Öffentlichkeit bekannt gemacht. Die Anfänge des Projektes reichen bis in das Jahr 1999 zurück.
50 Parkanlagen unterschiedlichen Charakters in ganz Sachsen-Anhalt gehören zu dem Netzwerk. Dazu zählen unter anderem das Dessau-Wörlitzer Gartenreich, der Elbauenpark in Magdeburg, das Europa-Rosarium in Sangerhausen, die Wallanlagen in Gardelegen, der Irrgarten in Altjeßnitz, der Brühl, der Barockgarten St. Ulrich in Mücheln und der Abteigarten in Quedlinburg, die Schlossgärten in Blankenburg (Harz) oder das Schloss und Schlosspark Dieskau.
Seit Beginn des Jahres 2006 werden die Gartenträume mit einem eigenen Logo touristisch vermarktet.
Im Oktober 2017 wurde das Prädikat, das bis dahin 43 Gartenanlagen trugen, nunmehr 50 Anlagen zuerkannt; drei Parke verloren es aber, so der Gutspark Seggerde, der Schlosspark Reinharz und der Landschaftspark Goitzsche.

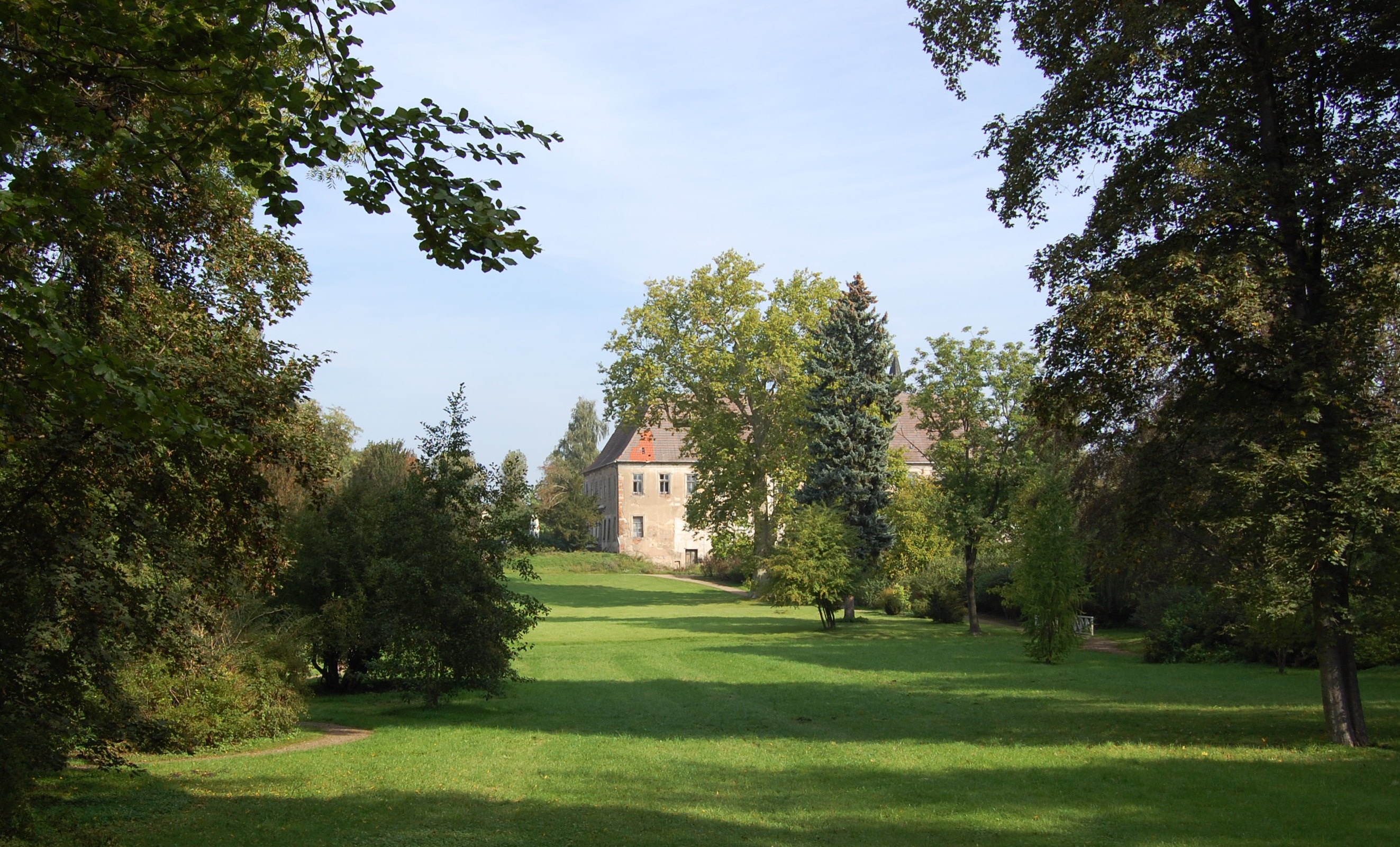
Schlosspark Dieskau

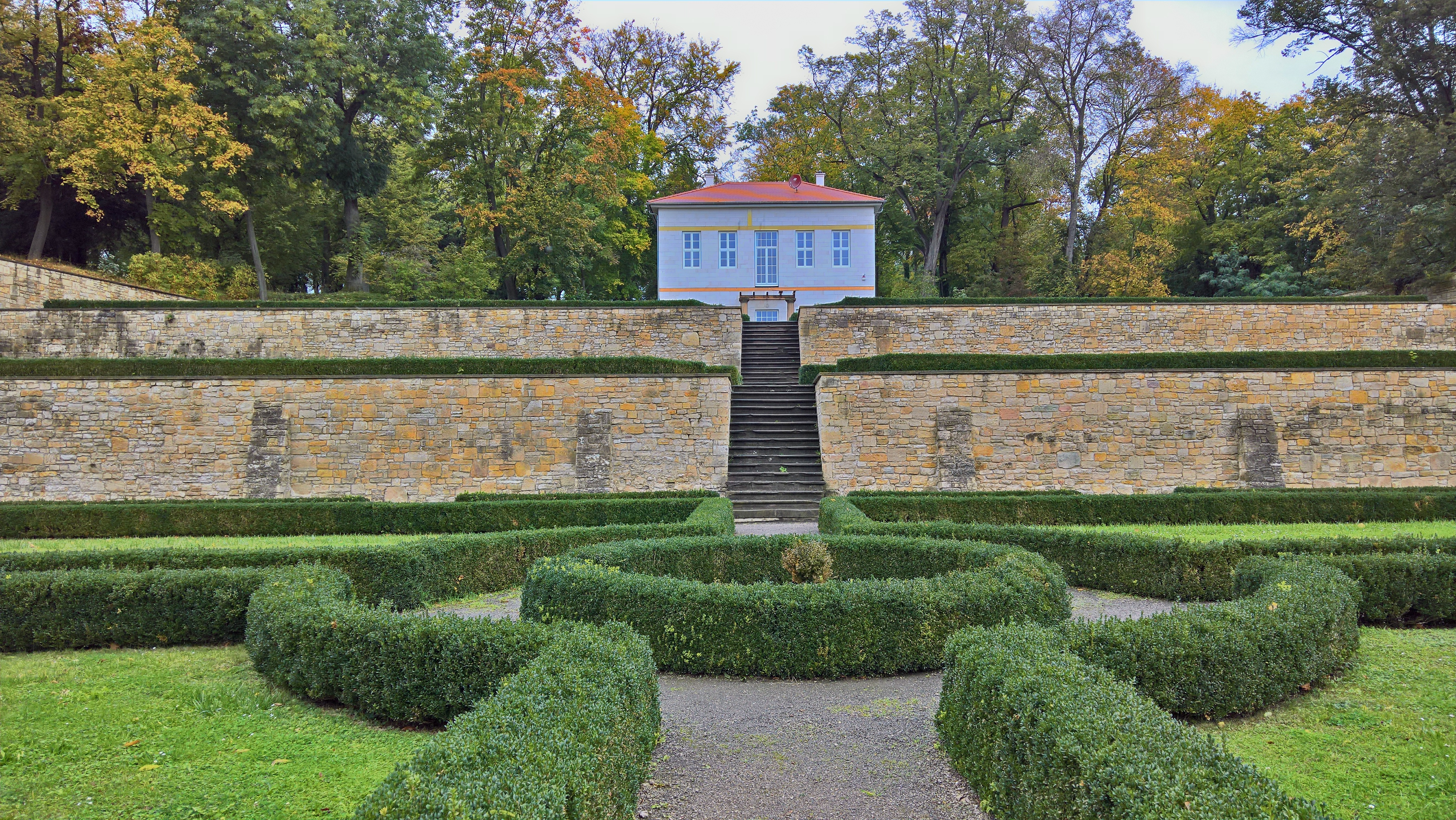
Das wieder aufgebaute Teehaus im Barockgarten Mücheln im Ortsteil St. Ulrich